# Beusebos
Het Beusebos is een zeventien hectare groot bos bij de Nederlandse plaats Purmerend. Het is genoemd naar Piet Beuse, voormalig wethouder van Purmerend.
In 1969 werd de autosnelweg A7 langs Purmerend aangelegd. Omdat ter plaatse werd afgeweken van het tracé van de provinciale weg Zaandam-Purmerend (S14) ontstond de Kom A7, een gebied van circa zeventien hectare grond tussen de snelweg en de huidige Oude Provincialeweg. Hier werd veengrond gedeponeerd die ten behoeve van de aanleg van de nieuwe weg was afgegraven. Nadat dit veen was ingeklonken werden er bomen geplant, onder andere eik, els, wilg en es. Ook werd er een meertje aangelegd in het noordelijk gedeelte van de kom.
Leden van 'Vogelwerkgroep Beemster' telden op verzoek van Staatsbosbeheer een aantal jaren de vogels in het nieuw ingerichte gebied. Doel was na te gaan wat het effect was van de overgang van weiland naar bebost gebied op de vogelstand.
In 2018 werd het bos door de gemeente met hekken afgesloten voor alle bezoek, dit vanwege illegale crossactiviteiten met auto's en motoren. Deze afsluiting duurde in 2021 nog voort.

## Hotel
Begin 2019 besloot het college van B en W van Purmerend een deel van het bos, te weten 2,3 hectare, ter beschikking te stellen aan het Van der Valk-concern ten behoeve van de bouw van een hotel. Hiertoe legde de gemeente in 2021 meerdere voorstellen tot wijziging van het bestemmingsplan voor aan de provincie. Deze werden echter in hetzelfde jaar gehonoreerd met een afwijzing omdat de bouw in het landelijk gebied niet passend werd geacht. De gemeente heeft de kwestie daarop voorgelegd aan de bestuursrechter.